# Katedrala Majke Tereze u Prištini
Katedrala Majke Tereze u Prištini (alb. Katedralja e së Lumes Nënë Tereza në Prishtinë) najveća je rimokatolička crkva na Balkanu. Nalazi se u središtu Prištine na Kosovu.
Inicijativu za njenu izgradnju pokrenuo je Ibrahim Rugova u kolovozu 2005. godine. Gradnja je završena 2010. godine, a 5. rujna iste godine svečano je otvorena na stogodišnjicu rođenja Majke Tereze koja je porijeklom Albanka rođena u Skoplju.
Crkva je jednobrodna bazilika u neoromanskom stilu s dva bočna zvonika.